# 煉獄姫
『煉獄姫』（れんごくひめ）は、藤原祐による日本のライトノベル。イラストはkaya8が担当。2010年8月から2013年1月にかけて電撃文庫より刊行された。作者初のファンタジー小説で、同じく電撃文庫より刊行されている小説「@HOME」と同時進行で執筆された。なお作品中には暴力的な表現、グロテスクな表現、残虐な表現が含まれる。

## ストーリー
現世と、現世より一つ下の階層に存在する別世界『煉獄』とを繋ぐ「扉」から漏れ出す毒素を練り上げる業「煉術」により発展してきた瑩国。瑩国非公式王女アルテミシアとその従者フォグは、煉術を自在に操る煉術師として、瑩国を揺るがさんとする敵に立ち向かうため、国王より密命を受け陰謀と策略が渦巻く都市「匍都（ハイト）」に繰り出すのであった。

## 登場人物

### 主要人物
アルテミシア=パロ=ラエ（アルト）
本作の主人公。15歳の少女。銀色長髪。本来の瑩国第一王女。通称「煉獄姫」。フォグやイオは、本来のあだ名である「ミーシャ」ではなく、公式には死んだこととされているので街中で話しても彼女の存在がバレないようにするためにイオが名付けた「アルト」という変わったあだ名で呼ぶ。アルト本人も気に入っている。
生まれた時から体の内に煉獄へと繋がる扉を持つという特異体質。その扉から漏れ出る毒気は彼女に近づく大抵の生物の生命を蝕むため、幼い頃より先代王女の慰霊塔の内部に存在する地下牢に幽閉されている。しかし公式には誕生と同時に母親である先代王妃と共に死んだ事にされており、その事実を知る者はごく一部。
自身の特異体質から、高度の煉術を自在に操ることが可能で、フォグと共に国の秘密兵器的存在として王や議会の命を受け、「お仕事」として対煉術師戦闘などの国の治安維持戦闘に駆り出される。彼女自身は作戦を成功させる事で父である国王に褒めてもらう事を望んでおり戦闘の為に外に出る事をむしろ楽しみにしている。
普段はフォグやイオ以外の人間とは接触せず、「お仕事」以外では外に出る事はない。そのせいで外の世界や世間について知識や認識が無く、世話をしてくれる二人や父以外の他人の事も認識しない為戦闘行為により人間を殺す事も躊躇しない。
フォグ
外見16,17歳の少年。アルトに仕える騎士兼世話係。彼女と共に実務上王属軍に所属しており、国王やリチャードの命があれば治安維持作戦に出動させられる。彼自身はアルトが国の議員達の権力争いの道具として便利な兵器として使われる事は避けようとしている。
アルトが常時発散する高濃度の煉獄の毒素にも耐えられる特異体質という事になっているが、その正体は天才科学者ローレンの手で「煉禁術」により生み出された一番目の人造人間（『第一円（カイナ）』）、通称「ローレンの雛」である。故に「煉術や煉気を喰らい糧にする」という超人的能力を持つ。戦闘の際には同じく煉禁術によって生み出された「アイリスの魔剣」の一つである「アイリスの16番」と呼ばれる短剣を操る。この短剣には2巻にてトリエラより「グラフの数珠」が組み込まれ、それを発動させる事で高出力の煉気を生みだし、彼はそれを喰らう事でより超人的な身体的能力を発揮する。
イオ=テリーヌ
王宮で働く侍女（メイド）。24歳。緑がかった茶髪。
表向きは先代王妃の慰霊塔の管理人、実態はその塔の地下内部に住まうアルトの世話係。生まれつき煉獄の毒気に対する耐性が強かった事もありこの役目を担っているが、それは同時に王家の重大な秘密を知る事であり、一生国の監視下に置かれる事を意味している。しかし初対面でアルトに魅了された彼女はこの仕事を天職だと思っており、むしろ好んで従事している。最初の頃の苦労のすえアルトの心をつかむにいたり、今ではアルトにとって父とフォグ以外では唯一の友人である。ただしいくら彼女でも高濃度の毒気を出し続けるアルトに触れる事はできず、そのせいでやきもちする事が多い一方、唯一それができるフォグの事をうらやましくも思っている。
トリエラ=メーヴ
国立の煉術研究機関、通称「辺獄院（リンボ）」に勤める女性研究者。21歳。蜂蜜色の髪を後ろでまとめている。美人ではあるが研究第一で外見やおしゃれに気を使うことはしない。辺獄院の中でも5本の指に入る優秀な研究者で、フォグも煉術関連の調査では彼女を頼り、お互いある程度親しい仲であった。彼の短剣に「グラフの数珠」を組み込んだのも彼女である。
イパーシとは同郷の幼馴染であり、二人が匍都に出稼ぎに出た際に離ればなれになっていたが、擬似人造人間化した彼がキリエと共に辺獄院を襲撃した一件で彼と再開する。その後イパーシがアルト達に殺されるのを目の当たりにするが、擬似人造人間という興味深い研究対象である彼（の死体）を前に我を忘れ、正気に戻った際には親しかった幼馴染の無残な死に直面したことを理解し発狂した。その後は行方不明とされていたが、実はユヴィオールの狂った研究を手伝うようになっていた。だが、煉禁術で生み出した龍（ドラゴン）をフォグたちに殺されたあとは自らも燃え盛る街に入り自殺した。

### 瑩国政府
トーマス=ミル=ラエ
現瑩国国王にしてアルトの父親。ただしたまにアルトに謁見する他は彼女にも会わない。瑩国は王制ではあるが市民革命により王の権威は剥奪されており、象徴としてのみ存在する。ユヴィオールにて殺害された。
リチャード=ミル=ラエ
トーマス国王の弟で次期国王候補。現王属軍総司令官でありアルトとフォグの上司。中世的な顔立ちと頭脳の聡明さ、器量の良さで国民からも人気が高く、フォグも信用している。
マーガレット=パロ=ラエ
瑩国公式の第一王女。12歳。亜麻色の髪を長く伸ばしている。アルトは腹違いの姉であるが本人はその事は知らない。
お転婆かつ能天気で明るい性格。なぜかフォグの事を気に入っており（というより好意を抱いている）、会うたびにじゃれつくが、本来の第一王女であるアルトに仕える自覚が強いフォグは、（彼から見れば）偽りの正王女である彼女の事を好いていない。レイドによってキアスに付けられた、高濃度の毒素を発する鍵器により死亡した。
メネレック
貴族院議員、伯爵。メネレック家は代々続く貴族の家で、現頭首。その為か、貴族の地位を傘にきる典型的な前時代的な思想。
キアス=メネレック
メネレック伯爵の孫。マーガレットに好意を寄せる。その正体は本人は最期まで気づかなかったが、ユヴィオールやフォグの記憶の中のローレンによってローレンの手で生み出された四番目の人造人間（『第四円（ジュデッカ）』）だったことを明かされた。その特性は毒気に対する完全な耐性と毒気を全く関知しない、という2つである。

### レキュリィの宴
レキュリィ
瑩国の総合商社「レキュリィの宴」の長。人造人間である自らの手で煉術を使い民衆を導き、瑩国をより発展させたいと願い「レキュリィの宴」を創設した。
外見は10歳前後の少女。赤色の長い髪。老婦のような喋り方をする。一人称は「儂」。その正体はフォグと同じくローレンにより生み出された第三の人造人間（『第三円（トロメア）』）であり、煉獄の毒気に蝕まれないという能力を持つ。彼女の血は煮詰めると魂を灼く炎になる。自らをローレンの妻であり娘であると語り、ローレンの遺志を継ぐものとする。
カルブルック=ティーウェ
レキュリィの執事を務める老紳士。「天堂騎士」の中でも凄腕であり、グラフの数珠の力を用いたフォグをも退けるほど。使用者の意思で自由自在にしなる魔剣「アイリスの7番」の使い手。

### その他
レティック=ディーエ=コーンフィールド
ローレンの甥であり弟子。31歳。彼の死後人造人間に関わる煉禁術を受け継ぐ。知識欲が強く、グラフの数珠の力に魅了されると共に特異な体質のアルトとフォグを手に入れたがり、匍都におけるテロ阻止作戦で組合（ギルド）を裏切る。自らもレティック=メイヤの偽名を用いて活動していた国内でも有名な煉術師で、煉禁術で復活させたイパーシと共にアルト達に挑むが敗れ、フォグに殺される。
キリエ=スージィ
ローレンの手で生み出された二番目の人造人間（『第二円（アンテノラ）』）で、フォグの妹でありレキュリィの姉。見た目は13,4歳の少女で藍色の髪を長く伸ばしており、ほとんど裸体に反物を巻き付けただけの露出度の高い恰好をしている。その反物を青色の液体に変質させる事で、その中から同じ格好をし記憶を共有したキリエを呼び起こす事で増殖し、何体も同時に存在する事が出来る。また一度会った事のある者のそばに現れることができるという能力を持つ。
自らが人造人間であるせいか常に孤独感に苛まれ、対して特異体質でありながら二人協力し合うアルトとフォグを妬ましく思っており、ユヴィオールと協力し、イパーシをそそのかし瑩国全体を恐怖に陥れる連続引き裂き魔事件を引き起こし、自身はアルト達に挑む。
イパーシ=テテス
トリエラと同じ貧しい農村出身の19歳の少年煉術師。ギルドの仕事でテロ活動に協力していた際にアルト達の襲撃を受け殺される。その後レティックの手で「グラフの数珠」を埋め込まれた擬似人造人間として復活、レティックと共にアルト達と戦闘し、レティックの死後はハイトの貧民街で暮らしていた。しばらくして彼の元に現れたキリエにそそのかされ連続引き裂き魔事件を引き起こし、フォグに復讐しようと彼らに挑むが再び殺されている。
グイード=レレイス
二十代中盤の男性。丁国法王庁第禁数局の局長。正当丁字教の司教で狂信的な丁字教信者。新教を滅ぼし異教徒を皆殺しにし煉術をこの世から消し去ろうと企み、グラフの数珠が密かに瑩国の過激派に横流しされるように取り計らった。キリエとも通じ、彼女を従えようとする。
ユヴィオール=カタシェレティス
王属煉術師。実践派でありながら煉術にも詳しく、学者顔負けの知識を持つ。王属煉術師として真面目に働く一方、キリエと共謀して匍都における連続引き裂き魔事件を計画する。目的の為なら虐殺もいとわない。メネレックに雇われイーサとの連絡役を務める一方、匍都襲撃を画策している彼女にも手を貸している様子。その正体はローレンの弟、シュフェームにより生み出されたの人造人間であるが、その能力は明かされていない。
イーサ=ピル=ドレイン
ジルチの娘。匍都郊外の古い屋敷に隠れ住んでいる。父親が創り出そうとした生物たちを復活させ、匍都を火の海に変える事を夢見ている。メネレックの命で彼女の元を訪れるユヴィオールと親しい。

### 史上の人物
ローレン=エヌ=コーンフィールド
天才研究者。瑩国史上に残る重罪人の一人で通称『造物主』。フォグ、キリエ、レキュリィ、キアスの生みの親。煉禁術により煉獄の毒気から人間を作り出そうとした為に処刑された事になっているが、実際には生前に四人の人造人間を作りだす事に成功していて、レキュリィの屋敷の開かずの扉をフォグが開けたことによってフォグの記憶の中にだけ蘇り、四人の人造人間について説明した。
アイリス=キャリエル
女性鍛冶屋。瑩国史上に残る重罪人の一人で通称『魔剣の母』。煉禁術により通常ではありえない性質を持たせた金属で武器を作り出した事で、煉術師組合に暗殺されたとしたが実は生きている。同じ体に魂違いのアイリス=デーンが存在する。彼女とデーンが作りだした武器は「アイリスの魔剣」と呼ばれ、1番からの18番までの魔剣が存在するとされている。
アイリス=デーン
もう一人の『魔剣の母』。キャリエルの身体に存在するもう1つの魂の人格。入れ替わると大体はデーンが出てくる。もともとはデーンの体である。『魔剣の母』はキャリエルが先になったものであってデーンはそのあとになった。
ジルチ=ルマ=ドレイン
伯爵。瑩国史上に残る重罪人の一人で通称『幻想の庭師』。一角獣や龍などが自分の領地を闊歩する光景を夢見て、学者たちを雇い多額の資産を投じ煉禁術によりそういった「現実にはいない生物」を創り出そうとした事により処刑された。同時にドレイン家も没落する。

## 物語の舞台
瑩国（えいこく）
フォグやアルト達が住まい、物語の中心となる島国。首都は匍都（ハイト）。立憲君主制。煉獄の発見により産業革命が他国より早く進み、煉術の研究も他国を抜き出ている。煉術を外法とみなす法王庁に見切りをつけ新教を立ち上げた。
悳国（とくこく）
瑩国と海を隔てて東の大陸に位置する国。工業製品の精密な製造技術に優れている。
拂国（ふっこく）
丁国（ていこく）

## 用語
煉獄
世界のひとつ下の階層に存在する別の世界。25年前に瑩国で煉獄と現世とをつなぐ『扉』が発見された。一見何もない世界に見える。煉獄からは絶えず花の香りのする大気（毒気）が漏れ出してきており、その毒気は吸い込む者の健康を害し寿命を縮めたり、死に至らしめることがあるが例外もいる（フォグなど）。
煉術
煉獄から漏れ出して来る毒気を練り上げてあらゆるものに変化させる技術。ただし煉術で創り出した物は現世の大気に蝕まれ、一定時間が経つと消散してしまう。瑩国は煉術によって工場の機械を効率よく動かした事で、他の国よりいち早く産業革命を起こす事に成功した。
煉禁術
煉術により創り出した物を現世で定着させる術。瑩国でも使用が認められていない禁術。
天堂騎士
対煉術師戦に特化した剣士であり、煉術の知識を持ちながら煉術に頼らない剣術によってのみ戦う剣士の事。
ローレンの雛
ローレン=エヌ=コーンフィールドが煉禁術により生み出した人造人間（ホムンクルス）の総称。
それぞれ特殊な能力を持つ。
フォグ、キリエ、レキュリィ、キアスが該当する。
アイリスの魔剣
アイリス=キャリエル、アイリス=デーンが煉禁術により作製した18本の魔剣に対する総称。
1番から5番までは使用者に何らかの害を与えながら凄まじい力を発揮し、6番から10番は使用者を害する事も無いが1番から5番まで程の力は発揮しない。
11番から16番は武器として常人には使いこなせないが、使いこなせると絶大な力を発揮する。
17番と18番は詳細不明であり、能力どころか形状すらも不明となっている。
一番から五番まではアイリス=キャリエルの銘、六番から十番まではアイリス=デーンの銘、十一番は例外的で、魔剣を保管するために作った倉庫の鍵。十二番から十六番まではデーンとキャリエルが互いの技術を盗んだり、あるいはそれぞれが作成途中だったものを勝手に作り替えたりなどした結果、どちらが作者かわからないものばかり。十七番はデーンの、十八番はキャリエルの最終進化形にして究極の剣であり「何でも斬れる剣」を体現している。
アイリスの一番
十八番の試作品であり、失敗作。他人の手に渡って数年で崩壊してしまったらしくすでにこの世にない。
アイリスの二番
十七番の試作品であり、失敗作。他人の手に渡って数年で崩壊してしまったらしくすでにこの世にない。
アイリスの三番
相対したものに対して、自分につけたのと同じ傷を与える舶刀。アイリス自身が所有している。
アイリスの四番
使用者の血を吸い、それを結晶化して周りに振りまく事で、使用者の姿を錯覚させる能力を持つ。イパーシが使用する。
アイリスの五番
四肢と引き替えに装着することにより体制神経系と連動して形状を自由に変えることが出来る液体金属。右腕を失ったレイド・オータムが装着している。
アイリスの七番
鞭の様な形状をした蛇腹剣であり、使用者の意図通りに動く能力を持つ。カルブリックが使用する。
アイリスの八番
金属を喰うことが出来る半円刀で、アイリス自身が所有している。
アイリスの九番
十七番の礎となり、もはやこの世にはない。
アイリスの十番
刀身から高圧電流を流して相手を内部から焼き尽くすことが出来る三叉矛（トライデント）。アイリス自身が所有している。
アイリスの十一番
小枝のような形をしており、鍵として使用することにより、異空間を作り異空間にものをしまうことが出来る。アイリス自身が所有している。
アイリスの十二番
ふたつひと組の首飾り(ネックレス)。アイリス=デーンが所有していたが、5巻でイオに渡された。それぞれが身につけた首飾りの鎖は心臓まで達し、どちらかが死ぬともう片方の心臓に剣が付き立つ心中の刃。
アイリスの十三番
柄をひねることにより峰から火を噴かせ剣速を加速させることが出来る鎧断ち（ファルシオン）。アイリス自身が所有している。
アイリスの十四番
十六番と対になる剣で1メートル半の大剣。わずか150グラムの重量しかないが強度は普通の鉄と変わらない。アイリス自身が所有している。
アイリスの十五番
アイリス=デーンとアイリス=キャリエルの技術が一本の剣に対して、考えなしに詰め込まれてしまった剣であり、全体に亀裂が入り、今にも砕けてしまいそうなほどにぼろぼろの剣。一度使えば壊れてしまうが、触れた物を煉獄の毒に変える、煉獄の刃を放つことができる。
アイリスの十六番
フォグの愛剣。20kgの鉄が使用されたあり得ない短剣。片手だけで扱わなければならないため、常人には武器として扱う事は不可能に近い。
使いこなせるとその密度と重量により、武器破壊を免れ重い一撃を加える事ができる。
当初は偽装鍵器が組み込まれていたが、2巻にてトリエラの手によりグラフの数珠が組み込まれ偽装ではなくなる。
アイリスの十七番
質量を持つほどの高密度で超圧縮した煉獄の毒気を現世に固定し刀身そのものとした剣。刀そのものを目視不可能なほどの微細な振れ幅で高速振動させ、刀の振れた箇所を砂のように砕き斬る「億の剣騒（コーンフィールド5）」を剣自身の毒気を原料として自立稼働させる。元が気体であるが故に決して割れることも砕けることもない刃は、壊れないが故にすべてを切り裂く。アイリス=デーンの最高傑作。6巻で失われた十六番の代わりにフォグに渡された。
アイリスの十八番
この世にあるすべての物質を煉獄の毒気そのものへと変化させる煉術を刃の部分に纏わせた剣。刀に触れたものは触れたその部分のみが煉獄の毒気に変換されて大気に溶け、それ故にすべてを切り裂く。アイリス=キャリエルの最高傑作。ユヴィオールが所有している。

## 既刊一覧
| タイトル | タイトル    | 初版発行日（発売日）   | ISBN              |
| -------- | ----------- | ---------------------- | ----------------- |
| 1        | 煉獄姫      | 2010年8月10日（同日）  | 978-4-04-868772-0 |
| 2        | 煉獄姫 二幕 | 2011年1月10日（同日）  | 978-4-04-870236-2 |
| 3        | 煉獄姫 三幕 | 2011年5月10日（同日）  | 978-4-04-870488-5 |
| 4        | 煉獄姫 四幕 | 2011年11月10日（同日） | 978-4-04-886087-1 |
| 5        | 煉獄姫 五幕 | 2012年5月10日（同日）  | 978-404-886564-7  |
| 6        | 煉獄姫 六幕 | 2013年1月10日（同日）  | 978-404-891300-3  |